# Elizur H. Prindle

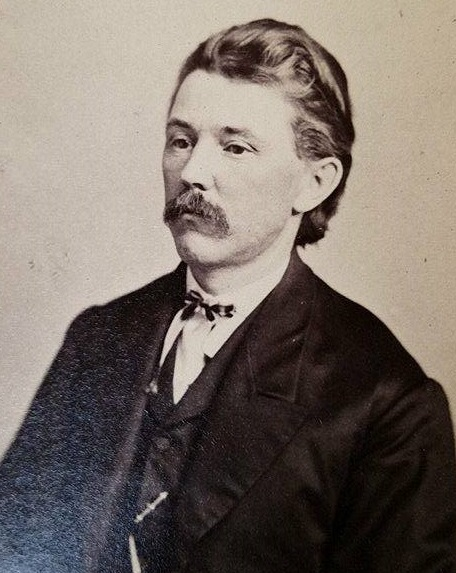
Elizur H. Prindle

Elizur H. Prindle (* 6. Mai 1829 in Newtown, Connecticut; † 7. Oktober 1890 in Norwich, New York) war ein US-amerikanischer Jurist und Politiker. Zwischen 1871 und 1873 vertrat er den Bundesstaat New York im US-Repräsentantenhaus.

## Werdegang
Elizur H. Prindle schloss seine Vorstudien ab. Er besuchte die lokale Akademie in Homer. Dann studierte er Jura. Nach dem Erhalt seiner Zulassung als Anwalt 1854 begann er zu praktizieren. Er zog nach New York und ging in Norwich im Chenango County seiner Tätigkeit als Anwalt nach. 1859 wurde er Bezirksstaatsanwalt im Chenango County – eine Stellung, die er bis 1863 innehatte. Er saß 1863 in der New York State Assembly. Dann nahm er 1867 und 1868 an der verfassunggebenden Versammlung von New York teil. Politisch gehörte er der Republikanischen Partei an.
Bei den Kongresswahlen des Jahres 1870 für den 42. Kongress wurde Prindle im 19. Wahlbezirk von New York in das US-Repräsentantenhaus in Washington, D.C. gewählt, wo er am 4. März 1871 die Nachfolge von Charles Knapp antrat. Er schied nach dem 3. März 1873 aus dem Kongress aus.
Nach seiner Kongresszeit praktizierte er wieder als Anwalt. Er starb am 7. Oktober 1890 in Norwich und wurde auf dem Mount Hope Cemetery beigesetzt.